# توپ‌های سان سباستین
توپ‌های سان سباستین (انگلیسی: Guns for San Sebastian; فرانسوی: La Bataille de San Sebastian‎) فیلمی در ژانر وسترن به کارگردانی آنری ورنوی و با بازی آنتونی کوئین و چارلز برانسون است که در سال ۱۹۶۸ منتشر شد.
فیلمنامه اقتباسی است از کتاب «دیواری برای سان سباستیان» (A Wall for San Sebastian) نوشته ویلیام باربی فاهرتی

## خلاصه داستان
مکزیک، سال ۱۷۴۶. یاغی فراری، «لئون آلاستری» (آنتونی کوئین) به کشیشی پیر، «پدر جوزف» (سام جافی)، پناه می‌برد. به‌زودی «پدر جوزف» چون از تحویل دادن «لئون» به مأموران خودداری می‌کند، به‌دست «تکلو» (چارلز برانسون)، راهزن دورگه، که همراه سرخ‌پوستان است، گرفتار می‌شود تا به دار آویخته شود. «تکلو» به ساکنان دهکده که اکنون بازگشته‌اند می‌گوید که برای در امان ماندن از حمله بعدی سرخ‌پوستان باید دست از مسیحی بودن بردارند. اما مردم، در عوض، «لئون» را به‌عنوان کشیش جدید سان سباستیان انتخاب می‌کنند

## بازیگران۹
- آنتونی کوئین
- چارلز برانسون
- سام جافی
- امیلیو فرناندز
- آنجانته کامر
- لئون آسکین
- سیلویا پاینل
- فرنان گروه
- ایوان دسنی
- Aurora Clavel
- Chano Urueta
- Jorge Russek
- Pancho Córdova
- پال فریس
- پدرو آرمنداریز